# Masyw Mont Blanc

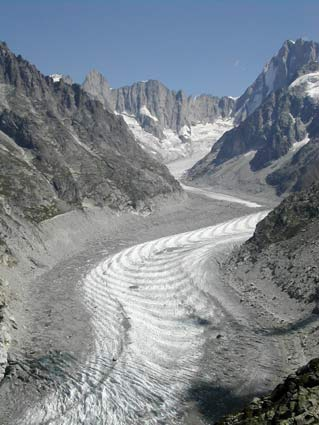
Lodowiec Mer de Glace

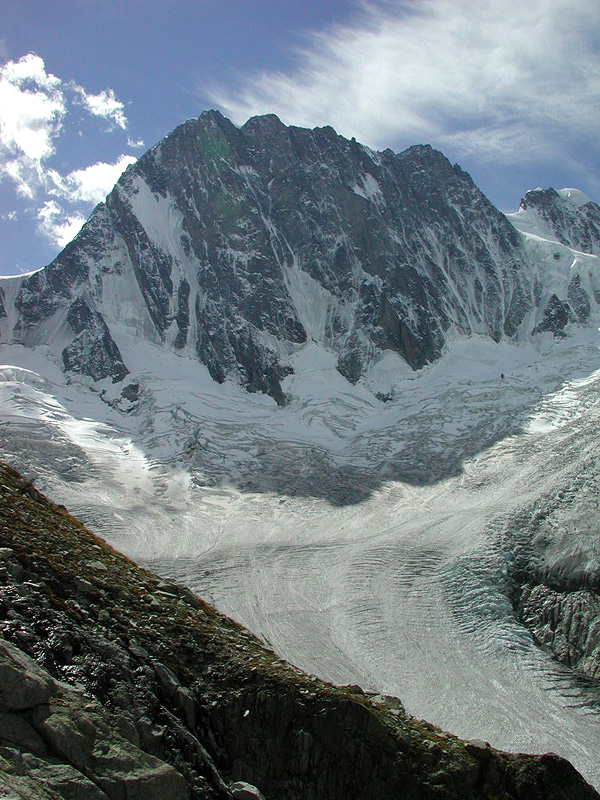
Grandes Jorasses

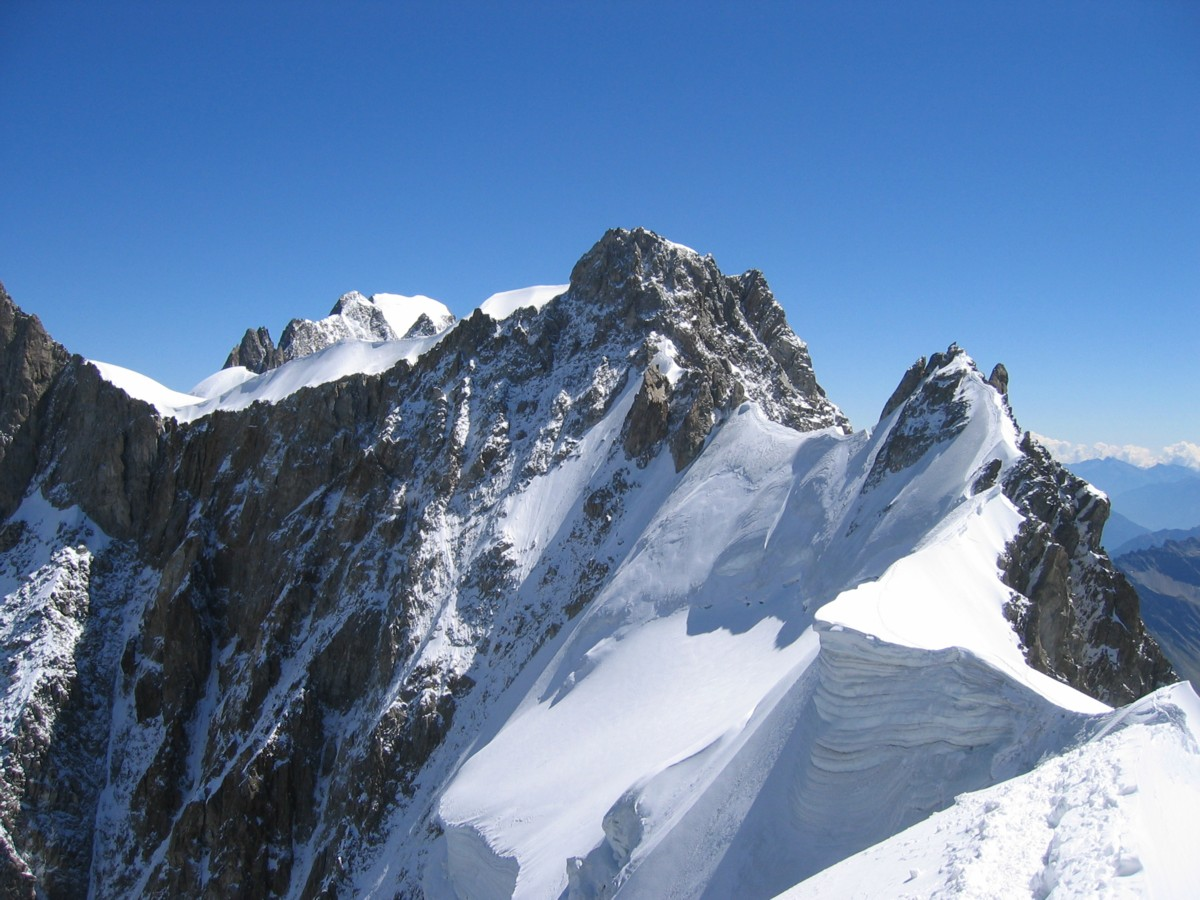
Dôme de Rochefort

Masyw Mont Blanc (wł. Massiccio del Monte Bianco, fr. Massif du Mont-Blanc) – masyw górski w Alpach Zachodnich. Leży na pograniczu Szwajcarii (kanton Valais), Francji (departamenty Górna Sabaudia i Sabaudia) i Włoch (region Dolina Aosty). Nazwa masywu pochodzi od najwyższego szczytu – Mont Blanc, który osiąga 4808,72 m i jest zarazem najwyższym szczytem całych Alp.
Geografowie większości krajów, w tym polskich, uznają masyw Mont Blanc za samodzielny masyw, nie należący do żadnego pasma Alp. Geografowie włoscy uważają masyw Mont Blanc za część Alp Graickich. Innego zdania są geografowie francuscy uważając, że masyw Mont Blanc należy do Alp Sabaudzkich.
Na wschodzie przełęcz Col du Grand Ferret oddziela masyw Mont Blanc od Alp Pennińskich, a na zachodzie dolina rzeki Arve i przełęcz Col des Montets od Prealp Francuskich. Na południu od Alp Graickich masyw oddziela Mała Przełęcz Świętego Bernarda.  
Z ogólnej liczby 82 szczytów powyżej 4000 m n.p.m.w całych Alpach, 28 znajduje się w Masywie Mont Blanc.  
Po francuskiej stronie z masywu wypływają rzeki Arve i Isère, a po włoskiej stronie rzeka Dora Baltea. Po szwajcarskiej stronie biorą początek mniejsze, lewe dopływy górnego Rodanu, m.in. Dranse i Trient.
Masyw można podzielić na osiem, dość wyraźnie wyodrębnionych, grup górskich. Są to (licząc od północy): 
- Trient,
- Argentière,
- Triolet-Verte,
- Jorasses,
- Aiquilles de Chamonix,
- Mont Blanc,
- Trélatête,
- Monte Berio Blanc-Mont de Mirande[6][2].

Przebieg granicy włosko-francuskiej w rejonie szczytu Mont Blanc jest kwestią sporów. Według niektórych map i publikacji (głównie francuskich) granica przebiega przez Mont Blanc de Courmayeur, a więc Mont Blanc znajduje się na terytorium Francji. Według map i publikacji włoskich granica przebiega przez szczyt Mont Blanc.
Pod masywem biegnie tunel drogowy o długości 11,6 km, który łączy miejscowość Courmayeur we Włoszech z Chamonix we Francji. Tunel zyskał złą sławę po wypadku z 24 marca 1999 r., kiedy to zapaliła się ciężarówka, zablokowała tunel i spowodowała pożar trwający 53 godziny. Zginęło wtedy 39 osób.
Szczyty o wysokości ponad 4000 m n.p.m.:
| L.p. | Szczyt                               | Państwo                     | Grupa górska  | Wysokość (m n.p.m.) |
| ---- | ------------------------------------ | --------------------------- | ------------- | ------------------- |
| 1.   | Mont Blanc                           | Francja- Włochy lub Francja | Mont Blanc    | 4810                |
| 2.   | Mont Blanc de Courmayeur             | Włochy lub Francja- Włochy  | Mont Blanc    | 4748                |
| 3.   | Mont Maudit                          | Francja- Włochy             | Mont Blanc    | 4465                |
| 4.   | Picco Luigi Amedeo                   | Włochy                      | Mont Blanc    | 4460                |
| 5.   | Dôme du Goûter                       | Francja- Włochy             | Mont Blanc    | 4303                |
| 6.   | Mont Blanc du Tacul                  | Francja                     | Mont Blanc    | 4248                |
| 7.   | Grand Pilier d’Angle                 | Włochy                      | Mont Blanc    | 4234                |
| 8.   | Grandes Jorasses, Pointe Walker      | Francja- Włochy             | Jorasses      | 4208                |
| 9.   | Grandes Jorasses, Pointe Whymper     | Francja- Włochy             | Jorasses      | 4184                |
| 10.  | Aiguille Verte                       | Francja                     | Triolet-Verte | 4122                |
| 11.  | Aiguilles du Diable, Pointe Blanchet | Francja                     | Mont Blanc    | 4114                |
| 12.  | Aiguille Blanche de Peuterey         | Włochy                      | Mont Blanc    | 4112                |
| 13.  | Grandes Jorasses, Pointe Croz        | Francja- Włochy             | Jorasses      | 4110                |
| 14.  | Aiguilles du Diable, Pointe Carmen   | Francja                     | Mont Blanc    | 4109                |
| 15.  | Grande Rocheuse                      | Francja                     | Triolet-Verte | 4102                |
| 16.  | Aiguilles du Diable, La Médiane      | Francja                     | Mont Blanc    | 4097                |
| 17.  | Aiguilles du Diable, Pointe Chaubert | Francja                     | Mont Blanc    | 4074                |
| 18.  | Monte Brouillard                     | Włochy                      | Mont Blanc    | 4069                |
| 19.  | Grandes Jorasses, Pointe Marguerite  | Francja- Włochy             | Jorasses      | 4065                |
| 20.  | Aiguilles du Diable, Corne du Diable | Francja                     | Mont Blanc    | 4064                |
| 21.  | Aiguille de Bionnassay               | Francja- Włochy             | Mont Blanc    | 4052                |
| 22   | Grandes Jorasses, Pointe Hélene      | Francja- Włochy             | Jorasses      | 4045                |
| 23.  | Aiguille du Jardin                   | Francja                     | Triolet-Verte | 4035                |
| 24.  | Dôme de Rochefort                    | Francja- Włochy             | Jorasses      | 4015                |
| 25.  | Dent du Géant                        | Francja- Włochy             | Jorasses      | 4014                |
| 26.  | Punta Baretti                        | Włochy                      | Mont Blanc    | 4013                |
| 27.  | Aiguille de Rochefort                | Francja- Włochy             | Jorasses      | 4001                |
| 28.  | Les Droites                          | Francja                     | Triolet-Verte | 4000                |

W Masywie Mont Blanc znajduje się jeszcze 18 wierzchołków mających powyżej 4000 m n.p.m. jednak nie spełniają one kryteriów (szczególnie jeśli chodzi o wybitność) aby je zakwalifikować jako szczyty. Są to (ostatnia kolumna to grupa górska):
| 1  | Rocher de la Tournette                            | 4677 | Mont Blanc    |
| 2  | Petite Bosse                                      | 4547 | Mont Blanc    |
| 3  | Grande Bosse                                      | 4513 | Mont Blanc    |
| 4  | Aiguille de la Belle Etoile                       | 4354 | Mont Blanc    |
| 5  | Pointe Mieulet                                    | 4287 | Mont Blanc    |
| 6  | Pointe Bayeux                                     | 4258 | Mont Blanc    |
| 7  | Mont Blanc du Tacul, wierzchołek wschodni         | 4247 | Mont Blanc    |
| 8  | Aiguille Blanche de Peuterey, Pointe Seymour King | 4107 | Mont Blanc    |
| 9  | Pointe de l'Androsace                             | 4107 | Mont Blanc    |
| 10 | Aiguille Blanche de Peuterey, Pointe Jones        | 4104 | Mont Blanc    |
| 11 | Pilier du Diable                                  | 4067 | Mont Blanc    |
| 12 | Terzo pilastro del Col Maudit                     | 4064 | Mont Blanc    |
| 13 | Pointe Bravais                                    | 4057 | Mont Blanc    |
| 14 | Pic Eccles                                        | 4041 | Mont Blanc    |
| 15 | Gendarme del Col Maudit                           | 4032 | Mont Blanc    |
| 16 | Pointe Eveline                                    | 4026 | Triolet-Verte |
| 17 | Pointe Croux                                      | 4023 | Mont Blanc    |
| 18 | Piton des Italiens                                | 4003 | Mont Blanc    |

Schroniska:
* Po stronie włoskiej:
- Rifugio Francesco Gonella – 3071 m
- Rifugio Monzino – 2590 m
- Rifugio Torino – 3375 m
- Rifugio Cesare Dalmazzi al Triolet – 2590 m
- Rifugio Elena – 2062
- Rifugio Gabriele Boccalatte e Mario Piolti – 2803 m
- Rifugio Elisabetta – 2195 m
- Bivacco „Borelli Lorenzo” – 2325 m
- Bivacco Piero Craveri – 3490 m
- Bivacco Giuseppe Lampugnani – 3860 m
- Bivacco Gervasutti – 2835 m
- Bivacco della „Fourche"

* Po stronie francuskiej:
- Capanna Vallot – 4362 m
- Rifugio dei Grands Mulets – 3051 m
- Rifugio des Cosmiques – 3613 m
- Rifugio del Goûter – 3817 m
- Rifugio Alberto Primo – 2706 m
- Rifugio di Tête Rousse – 3167 m

* Po stronie szwajcarskiej:
- Rifugio del Trient – 3170 m
- Rifugio di Saleina – 2691 m